# Halbert White
Halbert White (ur. 19 listopada 1950, zm. 31 marca 2012), profesor ekonomii na Uniwersytecie Kalifornijskim w San Diego.
Znany jest przede wszystkim z tzw. statystycznego testu White'a na heteroskedastyczność, który opublikował w artykule w 1980 roku. Od czasu opublikowania metoda ta jest bardzo popularna i często wykorzystywana, a sam artykuł był najczęściej cytowanym artykułem z ekonomii w latach 1970-2005.
W 1999 roku Halbert White założył firmę konsultingową Bates White Economic Consulting, która posiada biura w Waszyngtonie i San Diego.